# Steve Mandanda
Steve Mandanda (Kinshasa, 28 maart 1985) is een Frans-Congolees voetballer die als doelman speelt. Hij tekende in juli 2017 een contract tot medio 2020 bij Olympique Marseille, dat hem één jaar nadat hij vertrok terughaalde van Crystal Palace. Mandanda debuteerde in 2008 in het Frans voetbalelftal.
Mandanda won in 2008 de prijs voor beste doelman van de Franse competitie. Hij is een oudere broer van Parfait Mandanda.

## Clubcarrière

### Le Havre AC
Na een akkoord tussen Le Havre en Olympique Marseille, vertrok Mandanda in de zomer van 2007 op huurbasis naar de Zuid-Franse havenstad, met een optie tot koop. Met ingang van het seizoen 2007/08 ging hij bij de Franse volksclub de concurrentiestrijd aan met de ervaren doelman Cédric Carrasso.

### Olympique Marseille
Aan het begin van zijn periode bij Olympique Marseille was Mandanda vooral actief als reservedoelman, achter de meer ervaren Carrasso. Toen Carraso geblesseerd raakte en voor zes maanden uitgeschakeld was, werd de 22-jarige Mandanda de vaste doelman in het doel van Marseille. Met optredens in de Ligue 1, UEFA Champions League en de UEFA Cup kreeg hij het vertrouwen van trainer Eric Gerets en bleef sindsdien basisspeler. Op 5 mei 2008 werd besloten het huurcontract om te zetten naar een vast contract voor vier jaar. Enkele dagen later, op 11 mei, werd hij door zijn collega's verkozen tot beste doelman in de Franse voetbalcompetitie. In 2009 vertrok Carrasso naar Girondins Bordeaux. Mandanda werd tot aanvoerder benoemd.

### Crystal Palace
Op 1 juli 2016 vertrok Mandanda naar het Engelse Crystal Palace.

### Terugkeer bij Olympique Marseille
Op 11 juli 2017 werd bekend dat Mandanda terugkeerde bij Marseille. Hij tekende een contract voor drie jaar bij de club uit Frankrijk.

## Clubstatistieken
| Seizoen | Club                | Competitie     | Competitie | Competitie | Beker | Beker | Supercup | Supercup | Internationaal | Internationaal | Totaal | Totaal |
| Seizoen | Club                | Competitie     | Wed.       | Dlp.       | Wed.  | Dlp.  | Wed.     | Dlp.     | Wed.           | Dlp.           | Wed.   | Dlp.   |
| ------- | ------------------- | -------------- | ---------- | ---------- | ----- | ----- | -------- | -------- | -------------- | -------------- | ------ | ------ |
| 2005/06 | Le Havre AC         | Ligue 2        | 30         | 0          | 2     | 0     | 0        | 0        | —              | —              | 32     | 0      |
| 2006/07 | Le Havre AC         | Ligue 2        | 37         | 0          | 1     | 0     | 0        | 0        | —              | —              | 38     | 0      |
| 2007/08 | → Ol. Marseille     | Ligue 1        | 34         | 0          | 2     | 0     | 0        | 0        | 10             | 0              | 46     | 0      |
| 2008/09 | Olympique Marseille | Ligue 1        | 38         | 0          | 3     | 0     | 0        | 0        | 14             | 0              | 55     | 0      |
| 2009/10 | Olympique Marseille | Ligue 1        | 36         | 0          | 4     | 0     | 0        | 0        | 10             | 0              | 50     | 0      |
| 2010/11 | Olympique Marseille | Ligue 1        | 38         | 0          | 3     | 0     | 1        | 0        | 8              | 0              | 50     | 0      |
| 2011/12 | Olympique Marseille | Ligue 1        | 38         | 0          | 4     | 0     | 1        | 0        | 9              | 0              | 52     | 0      |
| 2012/13 | Olympique Marseille | Ligue 1        | 38         | 0          | 4     | 0     | 0        | 0        | 9              | 0              | 34     | 0      |
| 2013/14 | Olympique Marseille | Ligue 1        | 38         | 0          | 3     | 0     | 0        | 0        | 6              | 0              | 47     | 0      |
| 2014/15 | Olympique Marseille | Ligue 1        | 38         | 0          | 0     | 0     | 0        | 0        | 0              | 0              | 38     | 0      |
| 2015/16 | Olympique Marseille | Ligue 1        | 36         | 0          | 6     | 0     | 0        | 0        | 8              | 0              | 50     | 0      |
| 2016/17 | Crystal Palace      | Premier League | 9          | 0          | 1     | 0     | 0        | 0        | —              | —              | 10     | 0      |
| 2017/18 | Olympique Marseille | Ligue 1        | 31         | 0          | 3     | 0     | 0        | 0        | 11             | 0              | 45     | 0      |
| 2018/19 | Olympique Marseille | Ligue 1        | 31         | 0          | 2     | 0     | 0        | 0        | 1              | 0              | 34     | 0      |
| 2019/20 | Olympique Marseille | Ligue 1        | 27         | 0          | 2     | 0     | 0        | 0        | 0              | 0              | 29     | 0      |
| 2020/21 | Olympique Marseille | Ligue 1        | 37         | 0          | 0     | 0     | 1        | 0        | 6              | 0              | 44     | 0      |
| 2021/22 | Olympique Marseille | Ligue 1        | 9          | 0          | 2     | 0     | 0        | 0        | 9              | 0              | 20     | 0      |
| 2022/23 | Stade Rennes        | Ligue 1        | 34         | 0          | 1     | 0     | 0        | 0        | 7              | 0              | 42     | 0      |
| 2023/24 | Stade Rennes        | Ligue 1        | 34         | 0          | 1     | 0     | 0        | 0        | 7              | 0              | 42     | 0      |
| 2024/25 | Stade Rennes        | Ligue 1        | 18         | 0          | 0     | 0     | 0        | 0        | 0              | 0              | 18     | 0      |
| Totaal  | Totaal              | Totaal         | 641        | 0          | 44    | 0     | 3        | 0        | 105            | 0              | 793    | 0      |

## Interlands

### Frankrijk –21
Mandanda nam in 2006 deel aan het Europees kampioenschap voetbal onder 21 in Portugal. Als doelman van Frankrijk –21 had hij een aandeel in de overwinningen van Frankrijk in groep A en leidde hij zijn land naar de halve finale. Ondanks de favorietenrol van Frankrijk verloor de ploeg van bondscoach René Girard met 3–2 van Nederland in de verlenging, na een doelpunt van Nicky Hofs in de 107ste minuut. Mandanda speelde een sterk toernooi en werd uiteindelijk door de UEFA benoemd tot beste doelman van het toernooi en verdiende daarmee een plaats bij het sterrenelftal, waar ook zijn teamgenoten Rio Mavuba en Jérémy Toulalan in te vinden waren.

### Frankrijk
Vanwege zijn prestaties in de Ligue 1 met Marseille, werd de jonge doelman in 2008 door bondscoach Raymond Domenech bij het Frans voetbalelftal gehaald. De onervaren doelman kreeg een kans om zich te bewijzen door op 5 februari met Frankrijk A' te spelen tegen Congo-Kinshasa. Hij wist de bondscoach te overtuigen en kon daardoor op 27 mei 2008 zijn debuut maken in het Franse elftal in de oefeninterland tegen Ecuador (2–0). Ten koste van Mickaël Landreau werd Mandanda meegenomen naar het Europees kampioenschap voetbal 2008. Hij nam met Les Bleus eveneens deel aan het toernooi in 2012 in Polen en Oekraïne, waar de ploeg van bondscoach Laurent Blanc in de kwartfinale werd uitgeschakeld door titelverdediger Spanje (0–2). Mandanda kwam gedurende het toernooi niet in actie. Hij moest genoegen nemen met een plaats achter de eerste keuze, Hugo Lloris.
Op 13 mei werd door de Franse voetbalbond bekendgemaakt dat Mandanda deel uitmaakte van de selectie voor het wereldkampioenschap voetbal 2014 in Brazilië. De andere geselecteerde doelmannen waren Mickaël Landreau (SC Bastia) en Hugo Lloris (Tottenham Hotspur FC). Op 12 mei 2016 werd Mandanda opgenomen in de selectie voor het Europees kampioenschap in eigen land, opnieuw als reservedoelman achter Lloris; niet Landreau, maar Benoît Costil was nu derde doelman.

## Erelijst
| Kampioen Ligue 1      | 1x | 2009/10                   |
| Coupe de la Ligue     | 3x | 2009/10, 2010/11, 2011/12 |
| Trophée des Champions | 1x | 2010, 2011                |

| Competitie                  | Winnaar   | Winnaar   | Runner-up | Runner-up | Derde     | Derde     |
| Competitie                  | Aantal    | Jaren     | Aantal    | Jaren     | Aantal    | Jaren     |
| Frankrijk                   | Frankrijk | Frankrijk | Frankrijk | Frankrijk | Frankrijk | Frankrijk |
| --------------------------- | --------- | --------- | --------- | --------- | --------- | --------- |
| Wereldkampioenschap voetbal | 1x        | 2018      |           |           |           |           |